# Placca iberica

Le strutture più importanti dell'orogenesi ercinica in Europa.

La placca iberica era una piccola placca tettonica, o microplacca, saldata alla placca euroasiatica, di cui fa parte fin dalla fine dell'Oligocene, e sulla quale si trovano la Penisola iberica, le Isole Baleari, la Corsica, la Sardegna e il Briançonnais Terrane del Dominio Pennidico.
Nella letteratura scientifica, quando viene considerata indipendente dalla placca euroasiatica, viene denominata anche microcontinente Iberia o semplicemente Iberia.

## Neoproterozoico
La placca iberica iniziò la sua esistenza durante l'orogenesi cadomiana del tardo Neoproterozoico, circa 650-550 milioni di anni fa, a un margine del continente Gondwana, coinvolgendo la collisione e l'accrezione degli archi insulari della placca iberica centrale, della placca Ossa-Morena e della placca portoghese meridionale. Da allora le tre placche non si sono praticamente più separate.

## Mesozoico
Nel Mesozoico, verso la fine del Giurassico, l'Africa cominciò a muoversi verso est provocando l'apertura dell'Oceano Ligure-Piemontese. La subsidenza collegata a questo processo, provocò il deposito di sedimenti a est e nella parte centrale dell'attuale Spagna. Ci furono due fasi di rifting nel settore orientale, una tra il tardo Permiano e il Triassico, la seconda tra la fine del Giurassico e l'inizio del Cretacico.
A sud i depositi di carbonati e sedimenti clastici formarono una piattaforma in acque basse tra la fine del Triassico e il Lias. Questa subì un processo di rifting che ebbe inizio circa 190 milioni di anni fa all'inizio del Giurassico nel corso del Toarciano, e che si completò 160 milioni di anni fa. Il rifting fu seguito da una subsidenza termica che durò fino alla fine del Cretacico.
In questo periodo il rifting separò l'America del Nord dall'Africa, formando una zona trasforme. Tra il Triassico superiore e il Giurassico inferiore ci furono due stadi di rifting che coinvolsero l'estensione e la subsidenza del margine occidentale dell'Iberia. La piana abissale iberica, situata al largo della costa del Portogallo e della Spagna, si formò 126 milioni di anni fa causando la separazione dei Grandi Banchi di Terranova, mentre il distacco del Galicia Bank e del Flemish Cap avvenne 118 milioni di anni fa. Nel Cretacico inferiore, 110 milioni di anni fa, si ebbe un processo di rifting lungo il margine settentrionale e nordoccidentale.

## Cenozoico
Non è stato facile decifrare con certezza il movimento di rotazione dell'Iberia e la sua relazione con la formazione dei Pirenei. Dettagliate misurazioni aeromagnetiche del fondale oceanico al largo dei Grandi Banchi di Terranova, mostrano che l'Iberia si è mossa assieme alla placca africana tra il Cretacico superiore e l'Eocene medio, con i margini della placca che si estendevano verso ovest dal Golfo di Biscaglia. Quando il movimento lungo questo margine cessò, si formò un margine che connetteva la King's Trough alla compressione lungo i Pirenei.
A partire dal tardo Oligocene, la placca iberica si è sempre mossa assieme alla placca euroasiatica, con il margine tra Eurasia e Africa situato lungo la zona di frattura Azzorre-Gibilterra.
Il proseguimento della rotazione della placca iberica all'inizio del Miocene, separò nuovamente la placca iberica dall'Eurasia aprendo il corridoio Betico, uno stretto marino che metteva in comunicazione il Mar Mediterraneo con l'Oceano Atlantico. Con il proseguire della rotazione, il corridoio Betico si chiuse circa 5,96 milioni di anni fa nel corso del Messiniano, portando alla crisi di salinità del Messiniano, un periodo in cui il Mediterraneo evaporò quasi completamente.